# Зона переписи населения
Зона переписи населения, область переписи или район переписи (англ. census tract, census area, census district) — специфическое территориальное образование в США, созданное для удобства проведения переписи населения. Обычно граница зон переписи совпадает с границами городов, районов или других административных областей, существующих в пределах округа (англ. county). В Соединенных Штатах зоны переписи подразделены на определённые блоки переписи и группы блоков переписи.

## Аляска

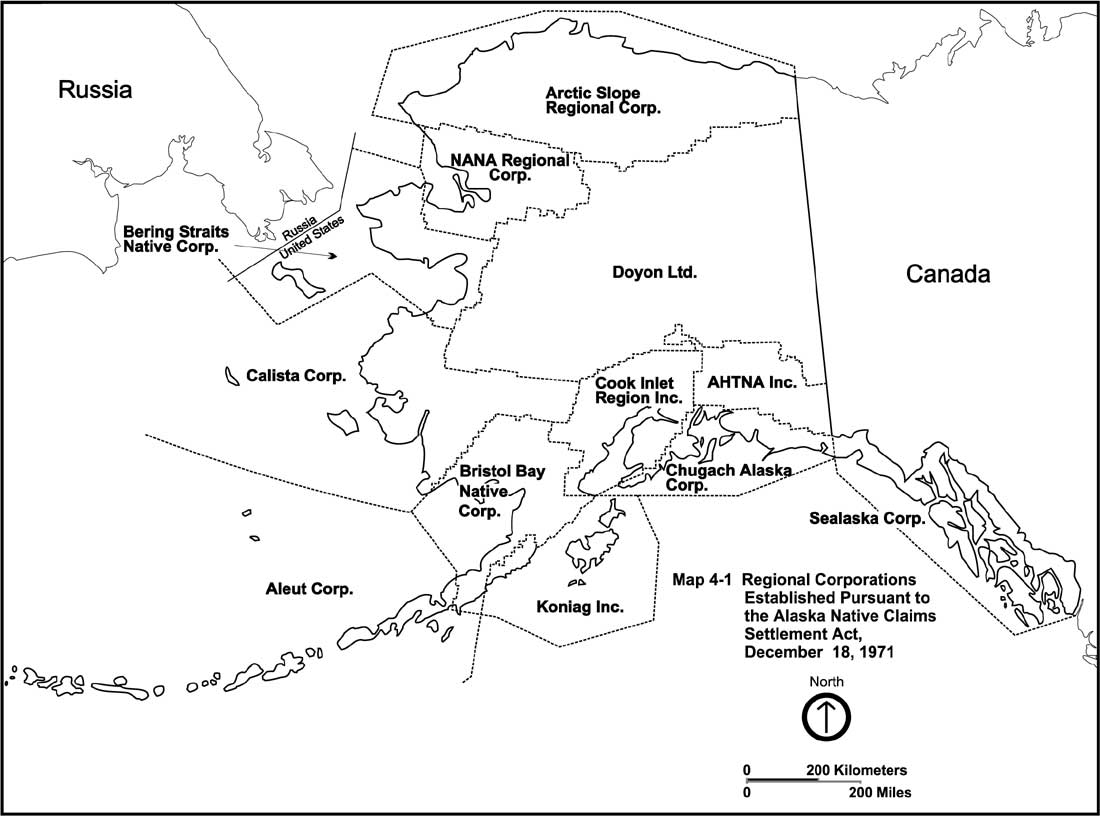
Regional corporations established by the Alaska Native Claims Settlement Act.
Аборигенные корпорации (13)

Основной административной единицей местного самоуправления на Аляске является боро (англ. borough), но они покрывают только часть территории штата. Оставшаяся территория поделена на неорганизованные боро. Эти области не имеют достаточного числа населения (по крайней мере заинтересованного) для формирования местного самоуправления. Для целей переписи населения и для удобства управления этими территориями, Бюро переписи населения США поделило их на так называемые зоны переписи населения (англ. census area). Таких зон на Аляске насчитывается 11.